# Unterhaching
Unterhaching é um município da Alemanha, no distrito de Munique, na região administrativa de Oberbayern, estado da Baviera.